# Kryzys gospodarczy we Francji w latach 1847–1848
Kryzys gospodarczy we Francji w latach 1847–1848 – kryzys, który wybuchł we Francji, w 1847 roku.
Bezpośrednią przyczyną kryzysu był negatywny wpływ brytyjskiej paniki – kryzysu finansowego, z tego samego roku. Nastąpiła seria likwidacji banków oraz przedsiębiorstw, Bank Francji stracił dwie trzecie swych rezerw złota, przeznaczonych na obsługę zobowiązań instytucji finansowych ze Zjednoczonego Królestwa.
Kryzys szybko przeniósł się na sferę realną – spadek wydobycia metali ciężkich wyniósł jedną piątą ich dotychczasowej wartości. Nastąpił spadek płac w przemyśle, co wraz ze wzrostem cen żywności wywołało sytuację rewolucyjną. Niepewna sytuacja polityczna zaowocowała załamaniem się cen akcji na paryskiej giełdzie w lutym 1848 roku.
Deponenci masowo ruszyli do Banku Francji realizując wymianę banknotów na złoty kruszec. Jego wartość, posiadana przez ten bank centralny, w ciągu zaledwie miesiąca – do marca – spadła o prawie 70%, do poziomu 70 mln franków. Zmuszono w ten sposób Bank Francji do odmowy respektowania zobowiązań.
Deficyt wzrósł do poziomu jednej piątej budżetu. Rozpoczęto próbę emisji krajowych obligacji, jednak bez rezultatu. Rząd zmuszony był w połowie marca do podwyżki podatków bezpośrednich do poziomu 45%.